# Hammarslund
Hammarslund is een dorp in de gemeente Kristianstad in de provincie Skåne in Zweden. Het heeft een inwoneraantal van 461 en een oppervlakte van 29 hectare (2010).